# Oratorium van de Heilige Céneré
Het Oratoire de Saint-Céneré (Nederlands: Oratorium van de Heilige Céneré) is een rooms-katholieke kapel in Saulges (Frankrijk). In deze 19e-eeuwse kapel wordt een reliek van de heilige Céneré bewaard en het is daarom een bedevaartsoord.

## Legende
Het oratorium ontleent zijn naam aan de heilige Céneré, die volgens de legende werd geboren in Spoleto in de 7e eeuw; hij werd samen met zijn broer uitgestuurd om in Merovingisch Gallië te prediken, en met hem arriveerde hij rond 649-650 in Saulges in het bisdom Le Mans. Céneré vestigde zich daar als heremiet terwijl zijn broer zich vestigde in Orne.
Céneré liet volgens de legende een bron ontspringen in een grot en die grot diende als een hermitage voor de monnik. Na zijn dood in 680 werd Céneré in de kerk van Saulges begraven. In de 8e eeuw werden zijn beenderen overgebracht naar de kathedraal van Angers, maar een reliek bleef in Saulges in een kapel die werd gebouwd op de plaats van zijn hermitage.

## Gebouw
Het oratorium werd in 1849 gebouwd en verving een eerdere houten kapel. Het gaat om een neogotisch bouwwerk dat in 1936 werd uitgebreid met een kapel. De kapel bevindt zich aan de rivier Erve, op 1 km van het stadscentrum van Saulges.
Jaarlijks is er een bedevaart naar het reliek van de heilige Céneré in het oratorium. Als bedevaartsplaats lokt het oratorium jaarlijks ongeveer 15.000 bezoekers.